# Ariel (satélites artificiales)

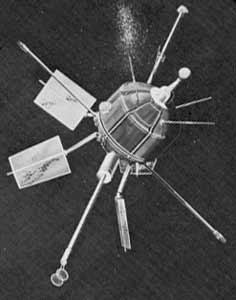
El satélite Ariel 1

Ariel fue el nombre de una serie de satélites artificiales británicos lanzados por la NASA. El primero fue lanzado el 26 de abril de 1962 y el último el 2 de junio de 1979.
Los satélites Ariel fueron dedicados al estudio de las capas altas de la atmósfera, a recoger datos sobre los rayos cósmicos y a realizar Astronomía de rayos-X. En total se lanzaron seis satélites.

## Misiones

### Ariel 1
Lanzado el 26 de abril de 1962 desde Cabo Cañaveral mediante un cohete Delta. Fue dedicado al estudio de la ionosfera en rayos X y a los rayos cósmicos.

#### Especificaciones
- Masa: 60 kg
- Perigeo: 398 km
- Apogeo: 1203 km
- Inclinación orbital: 53,8 grados
- Período: 100,8 minutos

### Ariel 2
Lanzado el 27 de marzo de 1964 desde Wallops Island mediante un cohete Scout. Fue dedicado al estudio de la atmósfera superior.

#### Especificaciones
- Masa: 68 kg
- Perigeo: 287 km
- Apogeo: 1349 km
- Inclinación orbital: 51,7 grados
- Periodo: 101,3 minutos

### Ariel 3
Lanzado el 5 de mayo de 1967 desde la Base Aérea de Vandenberg mediante un cohete Scout. Fue dedicado al estudio de la atmósfera superior y el espacio exterior.

#### Especificaciones
- Masa: 90 kg
- Perigeo: 499 km
- Apogeo: 604 km
- Inclinación orbital: 80,6 grados
- Periodo: 95,6 minutos

### Ariel 4

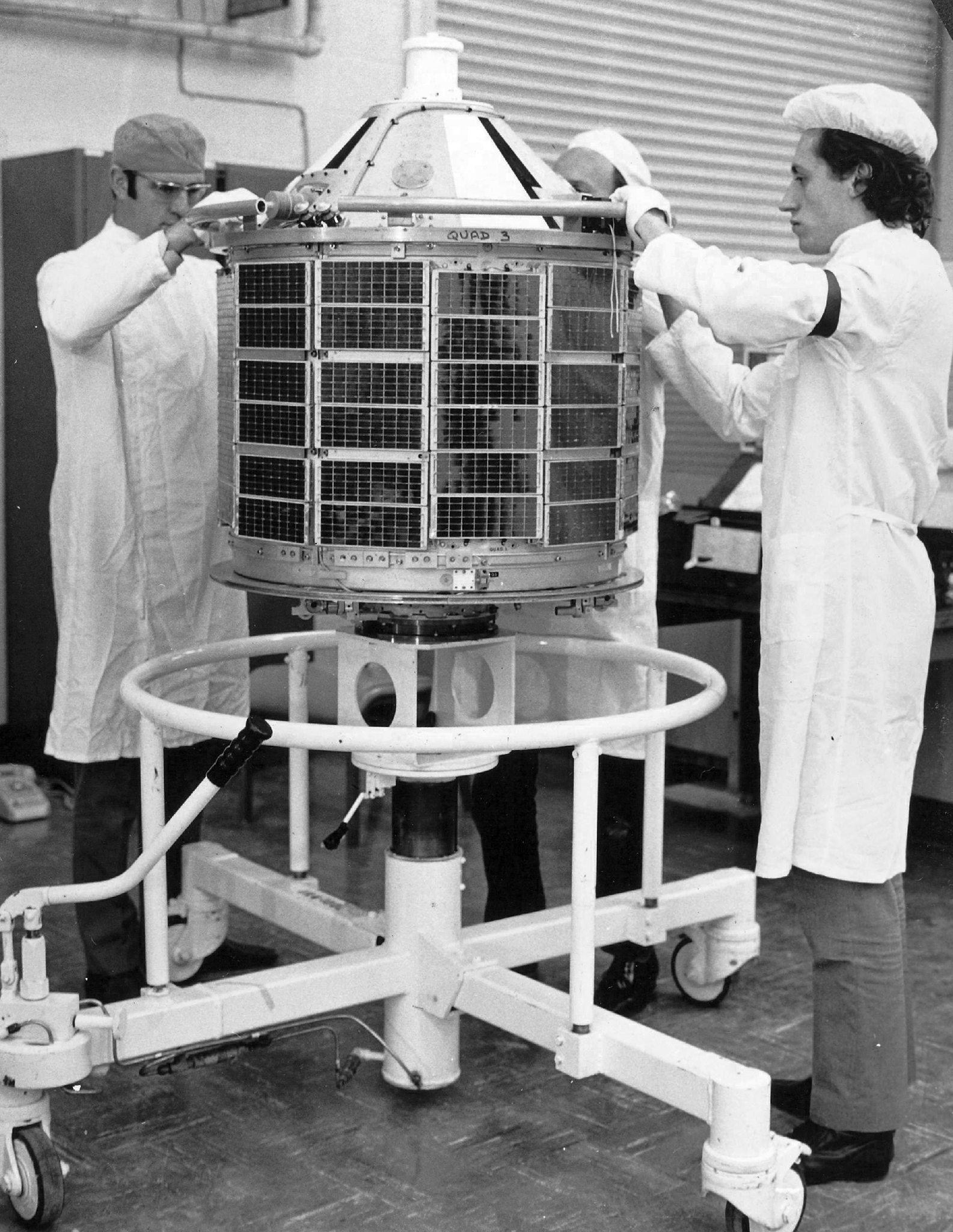
Ensamblaje de Ariel 4

Lanzado el 11 de diciembre de 1971 desde la Base Aérea de Vandenberg mediante un cohete Scout. Realizó estudios ionosféricos.

#### Especificaciones
- Masa: 100 kg
- Perigeo: 476 km
- Apogeo: 592 km
- Inclinación orbital: 82 grados
- Periodo: 95,3 minutos

### Ariel 5
Lanzado el 15 de octubre de 1974 desde la plataforma marina de San Marco mediante un cohete Scout. Fue destinado a realizar astronomía de rayos X.

#### Especificaciones
- Masa: 129 kg
- Perigeo: 504 km
- Apogeo: 549 km
- Inclinación orbital: 2,9 grados
- Periodo: 94,9 minutos

### Ariel 6
Lanzado el 2 de junio de 1979 desde Wallops Island mediante un cohete Scout. Realizó estudios sobre rayos cósmicos pesados y astronomía de rayos X.

#### Especificaciones
- Masa: 154 kg
- Perigeo: 372 km
- Apogeo: 383 km
- Inclinación orbital: 55 grados
- Periodo: 92,1 minutos